# Nära mej, nära dej
Nära mej, nära dej è un album in studio della cantante svedese Sanna Nielsen, pubblicato nel 2006.

## Tracce
1. Rör vid min själ (You Raise Me Up)
2. Nära mej
3. Vägen hem
4. Mitt drömda land
5. Koppången
6. En okänd värld
7. Där mitt hjärta för evigt bor
8. Jag är
9. I natt
10. Om du var min
11. Allt som du är
12. Härifrån till evigheten
13. I morgonens ljus